# Coupe du président de l'AFC 2009
Navigation
Édition précédente Édition suivante
La Coupe du président de l'AFC 2009 est la cinquième édition de la Coupe du président de l'AFC, la compétition mise en place par l'AFC pour les meilleures équipes des pays classés comme émergents par la confédération asiatique, la troisième et dernière catégorie des nations asiatiques.
Les clubs participants sont les vainqueurs de leur championnat national et viennent de onze pays : Bangladesh, Bhoutan, Birmanie, Cambodge, Kirghizistan, Népal, Pakistan, Sri Lanka, Tadjikistan, Taiwan et Turkménistan.
Cette édition a vu la phase finale se disputer au Stadium Metalurg de Tursunzoda au Tadjikistan. C'est le club tadjik de Regar-TadAZ Tursunzoda, tenant du titre, qui remporte à nouveau la compétition, après avoir battu en finale, les Kirghizes de Dordoi-Dynamo Naryn. C'est le troisième titre continental de l'histoire du club tandis que Dordoi-Dynamo Naryn dispute sa cinquième finale en cinq éditions.
Lors de cette édition, 18 rencontres ont été disputées et 69 buts marqués (soit une moyenne de 3,83 buts par match). Le meilleur buteur de la compétition est le joueur birman Soe Min Oo avec 6 buts marqués. Le trophée du meilleur joueur du tournoi a été décerné au Tadjik Khourshed Makhmoudov.

## Participants
- Dordoi-Dynamo Naryn - Champion du Kirghizistan 2008
- Népal Police Club - Champion du Népal 2006-2007[1]
- Taiwan Power Company FC - Champion du Taipei chinois 2008
- Yeedzin FC - Champion du Bhoutan 2008
- Regar-TadAZ Tursunzoda - Champion du Tadjikistan 2008
- Army SC - Champion du Sri Lanka 2008
- Phnom Penh Crown - Champion du Cambodge 2008
- WAPDA FC - Champion du Pakistan 2008
- FK Achgabat - Champion du Turkménistan 2008
- Abahani KC - Champion du Bangladesh 2008-2009
- Kanbawza FC - Champion de Birmanie 2008

## Phase de groupes

### Groupe A
Toutes les rencontres du groupe se sont déroulées du 14 mai 2009 au 18 mai 2009, au stade Dasarath Rangasala de Katmandou au Népal.
| Rang | Équipe                      | Pts | J | G | N | P | Bp | Bc | Diff |
| ---- | --------------------------- | --- | - | - | - | - | -- | -- | ---- |
| 1    | ' Regar-TadAZ Tursunzoda T' | 5   | 3 | 1 | 2 | 0 | 5  | 3  | +2   |
| 2    | WAPDA FC                    | 5   | 3 | 1 | 2 | 0 | 3  | 1  | +2   |
| 3    | Taiwan Power Company FC     | 3   | 3 | 1 | 0 | 2 | 5  | 8  | -3   |
| 4    | Népal Police Club           | 2   | 3 | 0 | 2 | 1 | 4  | 5  | -1   |

| 14 mai 2009 | Regar-TadAZ Tursunzoda | 0 – 0   | WAPDA FC | Stade Dasarath Rangasala, Katmandou         |                                             |
| 16h00       |                        | (0 - 0) |          | Spectateurs : 2 000 Arbitrage : Vo Minh Tri | Spectateurs : 2 000 Arbitrage : Vo Minh Tri |
| 16h00       | rapport                |         |          | Spectateurs : 2 000 Arbitrage : Vo Minh Tri | Spectateurs : 2 000 Arbitrage : Vo Minh Tri |

| 14 mai 2009 | Népal Police Club        | 2 – 3   | Taiwan Power Company FC             | Stade Dasarath Rangasala, Katmandou             |                                                 |
| 18h30       | Silwal 21e · Ghimire 84e | (1 - 1) | Feng 22e · Lin 46e · Lee 57e (pen.) | Spectateurs : 4 000 Arbitrage : Hedayat Mombeni | Spectateurs : 4 000 Arbitrage : Hedayat Mombeni |
| 18h30       | rapport                  |         |                                     | Spectateurs : 4 000 Arbitrage : Hedayat Mombeni | Spectateurs : 4 000 Arbitrage : Hedayat Mombeni |

| 16 mai 2009 | Taiwan Power Company FC | 1 – 3   | Regar-TadAZ Tursunzoda                  | Stade Dasarath Rangasala, Katmandou         |                                             |
| 16h00       | Fang 79e                | (0 - 1) | Rabimov 28e · Rustamov 83e · Eminov 85e | Spectateurs : 2 000 Arbitrage : Kenji Ogiya | Spectateurs : 2 000 Arbitrage : Kenji Ogiya |
| 16h00       | rapport                 |         |                                         | Spectateurs : 2 000 Arbitrage : Kenji Ogiya | Spectateurs : 2 000 Arbitrage : Kenji Ogiya |

| 16 mai 2009 | WAPDA FC | 0 – 0   | Népal Police Club | Stade Dasarath Rangasala, Katmandou        |                                            |
| 18h30       |          | (0 - 0) |                   | Spectateurs : 3 000 Arbitrage : Lee Min-Hu | Spectateurs : 3 000 Arbitrage : Lee Min-Hu |
| 18h30       | rapport  |         |                   | Spectateurs : 3 000 Arbitrage : Lee Min-Hu | Spectateurs : 3 000 Arbitrage : Lee Min-Hu |

| 18 mai 2009 | Taiwan Power Company FC | 1 – 3   | WAPDA FC                              | Stade Dasarath Rangasala, Katmandou        |                                            |
| 16h00       | Fang 10e                | (1 - 0) | Mehmood 74e · Mehmood 81e · Akram 89e | Spectateurs : 1 000 Arbitrage : Lee Min-Hu | Spectateurs : 1 000 Arbitrage : Lee Min-Hu |
| 16h00       | rapport                 |         |                                       | Spectateurs : 1 000 Arbitrage : Lee Min-Hu | Spectateurs : 1 000 Arbitrage : Lee Min-Hu |

| 18 mai 2009 | Népal Police Club         | 2 – 2   | Regar-TadAZ Tursunzoda     | Stade Dasarath Rangasala, Katmandou         |                                             |
| 18h30       | Ghimire 28e · Ghimire 64e | (1 - 1) | Nematov 24e · Rustamov 47e | Spectateurs : 2 000 Arbitrage : Kenji Ogiya | Spectateurs : 2 000 Arbitrage : Kenji Ogiya |
| 18h30       | rapport                   |         |                            | Spectateurs : 2 000 Arbitrage : Kenji Ogiya | Spectateurs : 2 000 Arbitrage : Kenji Ogiya |

### Groupe B
Toutes les rencontres se sont déroulées du 12 mai 2009 au 16 mai 2009 au Bangabandhu National Stadium de Dacca au Bangladesh.
| Rang | Équipe                | Pts | J | G | N | P | Bp | Bc | Diff |
| ---- | --------------------- | --- | - | - | - | - | -- | -- | ---- |
| 1    | FK Achgabat           | 4   | 2 | 1 | 1 | 0 | 5  | 1  | +4   |
| 2    | Abahani Limited Dhaka | 4   | 2 | 1 | 1 | 0 | 2  | 1  | +1   |
| 3    | Army Sport Club       | 0   | 2 | 0 | 0 | 2 | 2  | 7  | -5   |

| 12 mai 2009 | Army Sport Club  | 1 – 2   | Abahani Limited Dhaka | Bangabandhu National Stadium, Dacca              |                                                  |
| 18h00       | Yussif 43e (csc) | (1 - 1) | Faisal 41e · Tipu 73e | Spectateurs : 3 500 Arbitrage : Naser Al-Ghafary | Spectateurs : 3 500 Arbitrage : Naser Al-Ghafary |
| 18h00       | rapport          |         |                       | Spectateurs : 3 500 Arbitrage : Naser Al-Ghafary | Spectateurs : 3 500 Arbitrage : Naser Al-Ghafary |

| 14 mai 2009 | FK Achgabat                                                       | 5 – 1   | Army Sport Club | Bangabandhu National Stadium, Dacca    |                                        |
| 18h00       | Mirzoýew 2e · Mirzoýew 37e · Amanow 50e · Urazow 74e · Amanow 86e | (2 - 0) | Priyankara 58e  | Spectateurs : 2 500 Arbitrage : Fan Qi | Spectateurs : 2 500 Arbitrage : Fan Qi |
| 18h00       | rapport                                                           |         |                 | Spectateurs : 2 500 Arbitrage : Fan Qi | Spectateurs : 2 500 Arbitrage : Fan Qi |

| 16 mai 2009 | Abahani Limited Dhaka | 0 – 0   | FK Achgabat | Bangabandhu National Stadium, Dacca               |                                                   |
| 18h00       |                       | (0 - 0) |             | Spectateurs : 8 700 Arbitrage : Mohammad Abu Loum | Spectateurs : 8 700 Arbitrage : Mohammad Abu Loum |
| 18h00       | rapport               |         |             | Spectateurs : 8 700 Arbitrage : Mohammad Abu Loum | Spectateurs : 8 700 Arbitrage : Mohammad Abu Loum |

### Groupe C
Toutes les rencontres se sont déroulées du 10 juin 2009 au 14 juin 2009 au Spartak Stadium de Bichkek au Kirghizistan.
| Rang | Équipe              | Pts | J | G | N | P | Bp | Bc | Diff |
| ---- | ------------------- | --- | - | - | - | - | -- | -- | ---- |
| 1    | Dordoi-Dynamo Naryn | 9   | 3 | 3 | 0 | 0 | 12 | 2  | +10  |
| 2    | Kanbawza FC         | 6   | 3 | 2 | 0 | 1 | 9  | 7  | +2   |
| 3    | Phnom Penh Crown    | 3   | 3 | 1 | 0 | 2 | 7  | 8  | -1   |
| 4    | Yeedzin FC          | 0   | 3 | 0 | 0 | 3 | 3  | 14 | -11  |

| 10 juin 2009 | Kanbawza FC                        | 4 – 3   | Phnom Penh Crown                                     | Spartak Stadium, Bichkek                      |                                               |
| 14h30        | Oo 7e · Lwin 37e · Oo 38e · Oo 44e | (4 - 3) | Mpoko 20e · Lappé-Lappé 21e (pen.) · Lappé-Lappé 30e | Spectateurs : 500 Arbitrage : Nawaf Shukralla | Spectateurs : 500 Arbitrage : Nawaf Shukralla |
| 14h30        | rapport                            |         |                                                      | Spectateurs : 500 Arbitrage : Nawaf Shukralla | Spectateurs : 500 Arbitrage : Nawaf Shukralla |

| 10 juin 2009 | Dordoi-Dynamo Naryn                                                                                   | 7 – 0   | Yeedzin FC | Spartak Stadium, Bichkek                           |                                                    |
| 18h00        | Murzaev 2e · Murzaev 15e (pen.) · Tetteh 29e · Mulajanov 46e · Murzaev 65e · Murzaev 79e · Tetteh 87e | (3 - 0) |            | Spectateurs : 7 500 Arbitrage : Vladislav Tseytlin | Spectateurs : 7 500 Arbitrage : Vladislav Tseytlin |
| 18h00        | rapport                                                                                               |         |            | Spectateurs : 7 500 Arbitrage : Vladislav Tseytlin | Spectateurs : 7 500 Arbitrage : Vladislav Tseytlin |

| 12 juin 2009 | Yeedzin FC               | 2 – 4   | Kanbawza FC                                    | Spartak Stadium, Bichkek                      |                                               |
| 14h30        | Chophel 10e · Tenzin 31e | (2 - 2) | Rinchen 38e (csc) · Oo 38e · Htut 78e · Oo 81e | Spectateurs : 150 Arbitrage : Kakabaý Seýidow | Spectateurs : 150 Arbitrage : Kakabaý Seýidow |
| 14h30        | rapport                  |         |                                                | Spectateurs : 150 Arbitrage : Kakabaý Seýidow | Spectateurs : 150 Arbitrage : Kakabaý Seýidow |

| 12 juin 2009 | Phnom Penh Crown | 1 – 3   | Dordoi-Dynamo Naryn                    | Spartak Stadium, Bichkek                        |                                                 |
| 18h00        | Lappé-Lappé 33e  | (1 - 1) | Tetteh 45e · Murzaev 47e · Sydykov 79e | Spectateurs : 8 000 Arbitrage : Nawaf Shukralla | Spectateurs : 8 000 Arbitrage : Nawaf Shukralla |
| 18h00        | rapport          |         |                                        | Spectateurs : 8 000 Arbitrage : Nawaf Shukralla | Spectateurs : 8 000 Arbitrage : Nawaf Shukralla |

| 14 juin 2009 | Phnom Penh Crown                              | 3 – 1   | Yeedzin FC     | Spartak Stadium, Bichkek                         |                                                  |
| 16h30        | Lappé-Lappé 22e · Rithy 43e · Lappé-Lappé 63e | (2 - 1) | Tschedupla 40e | Spectateurs : 300 Arbitrage : Vladislav Tseytlin | Spectateurs : 300 Arbitrage : Vladislav Tseytlin |
| 16h30        | rapport                                       |         |                | Spectateurs : 300 Arbitrage : Vladislav Tseytlin | Spectateurs : 300 Arbitrage : Vladislav Tseytlin |

| 14 juin 2009 | Dordoi-Dynamo Naryn     | 2 – 1   | Kanbawza FC | Spartak Stadium, Bichkek                        |                                                 |
| 18h00        | Tetteh 28e · Amirov 38e | (2 - 1) | Oo 3e       | Spectateurs : 8 500 Arbitrage : Kakabaý Seýidow | Spectateurs : 8 500 Arbitrage : Kakabaý Seýidow |
| 18h00        | rapport                 |         |             | Spectateurs : 8 500 Arbitrage : Kakabaý Seýidow | Spectateurs : 8 500 Arbitrage : Kakabaý Seýidow |

### Classement des meilleurs deuxièmes
Afin de déterminer le quatrième qualifié pour les demi-finales, un classement est établi entre les trois équipes arrivées à la deuxième place de leur groupe. Comme les équipes n'ont pas disputé le même nombre de matchs, seuls les résultats face au premier et au troisième sont comptabilisés.
| Rang | Équipe                | Pts | J | G | N | P | Bp | Bc | Diff |
| ---- | --------------------- | --- | - | - | - | - | -- | -- | ---- |
| 1    | WAPDA FC              | 4   | 2 | 1 | 1 | 0 | 3  | 1  | +2   |
| 2    | Abahani Limited Dhaka | 4   | 2 | 1 | 1 | 0 | 2  | 1  | +1   |
| 3    | Kanbawza FC           | 3   | 2 | 1 | 0 | 1 | 5  | 5  | 0    |

## Phase finale
|  | Demi-finales               | Demi-finales        |                            |   | Finale | Finale |
|  | Demi-finales               | Demi-finales        |                            |   | Finale | Finale |
|  |                            |                     |                            |   |        |        |
|  |                            |                     |                            |   |        |        |
|  |                            |                     |                            |   |        |        |
|  | FK Achgabat                | 1                   |                            |   |        |        |
|  | FK Achgabat                | 1                   |                            |   |        |        |
|  | Dordoi-Dynamo Naryn        | 2                   |                            |   |        |        |
|  | Dordoi-Dynamo Naryn        | 2                   | ' Regar-TadAZ TursunzodaT' | 2 |        |        |
|  |                            |                     | ' Regar-TadAZ TursunzodaT' | 2 |        |        |
|  |                            | Dordoi-Dynamo Naryn | 0                          |   |        |        |
|  | WAPDA                      | Dordoi-Dynamo Naryn | 0                          | 3 |        |        |
|  | WAPDA                      |                     |                            | 3 |        |        |
|  | ' Regar-TadAZ TursunzodaT' | 4                   |                            |   |        |        |
|  | ' Regar-TadAZ TursunzodaT' | 4                   |                            |   |        |        |

### Demi-finales
| 25 septembre 2009 | FK Achgabat | 1 – 2   | Dordoi-Dynamo Naryn           | Stadium Metallurg 1st District, Tursunzoda        |                                                   |
| 11h30             | Muhadow 54e | (1 - 0) | Samsaliev 31e · Harchenko 46e | Spectateurs : 2 500 Arbitrage : Mohammad Abu Loum | Spectateurs : 2 500 Arbitrage : Mohammad Abu Loum |
| 11h30             | rapport     |         |                               | Spectateurs : 2 500 Arbitrage : Mohammad Abu Loum | Spectateurs : 2 500 Arbitrage : Mohammad Abu Loum |

| 25 septembre 2009 | WAPDA FC                                 | 3 – 4 (ap)     | Regar-TadAZ Tursunzoda                                 | Stadium Metallurg 1st District, Tursunzoda      |                                                 |
| 16h00             | Ali Shah 42e · Mehmood 84e · Bakhsh 103e | (0 - 1, 2 - 2) | Rabimov 74e · M.Rustamov 90+1e, 113e · H.Rustamov 106e | Spectateurs : 6 000 Arbitrage : Nawaf Shukralla | Spectateurs : 6 000 Arbitrage : Nawaf Shukralla |
| 16h00             | rapport                                  |                |                                                        | Spectateurs : 6 000 Arbitrage : Nawaf Shukralla | Spectateurs : 6 000 Arbitrage : Nawaf Shukralla |

### Finale
| 27 septembre 2009 | Regar-TadAZ Tursunzoda    | 2 – 0   | Dordoi-Dynamo Naryn | Stadium Metallurg 1st District, Tursunzoda       |                                                  |
| 15h00             | Rabimov 7e · Mahmudov 55e | (1 - 0) |                     | Spectateurs : 10 000 Arbitrage : Alireza Faghani | Spectateurs : 10 000 Arbitrage : Alireza Faghani |
| 15h00             | rapport                   |         |                     | Spectateurs : 10 000 Arbitrage : Alireza Faghani | Spectateurs : 10 000 Arbitrage : Alireza Faghani |